# 223-й отдельный танковый полк
223-й отдельный танковый полк был сформирован на основании Директивы НКО № 1104914сс от 12 октября 1942 года на базе 223-й танковой бригады в Кубинке.
Директивой ГШ КА № орг/3/312146 от 23 августа 1944 года 223-й отдельный танковый полк переформирован в 79-й отдельный гвардейский тяжёлый танковый полк.

### В составе Действующей Армии
- с 20 декабря 1942 года по 15 марта 1943 года[1]
- с 4 сентября 1943 года по 22 ноября 1943 года[1]
- с 13 марта 1944 года по 10 августа 1944 года[1]

## Боевой и численный состав полка
Сформирован по штату № 010/292 от сентября 1942 года.
На 7 декабря 1942 года:

364 человека личного состава

23 Т-34, 16 Т-70, всего 39 танков